# 有馬顕
有馬 顕（ありま けん、1974年12月16日 - ）は、
日本の映画監督。愛知県出身。身長180cm、血液型はB型。

## 来歴・人物
1996年より短編映画の制作を開始。
これら初期作品が評価され、国内外の映画祭で受賞・上映される。
映画だけにとどまらず、様々な映像コンテンツの演出、構成、脚本、編集、プロデュースなど多岐にわたって活躍中。
05年、長編「NIPPLES」、続いて06年、「コスプレの人」を監督。09年、短編映画「やまないカーテンコール」とレゲエを題材にしたドキュメンタリー映画「i & i after Bob Marley 21,000 miles」公開。
10年、日立市を舞台に「パンポン」(出演:小木茂光,ベンガル)、
埼玉県を舞台に「コバトン」を監督。
11年1月、「ねこばん３Ｄ」(出演:伊武雅刀)全国公開。８月「犬のおまわりさん てのひらワンコ３Ｄ」(出演:中尾明慶)全国公開。
12年、舞台演出も手がける。2月「HOLSTEIN KILLLER NEVER DIE!!」(出演:川上ジュリア,及川奈央)。7月「ビューティフルドリーマー」(原作:押井守/出演:光上せあら)
さらにドキュメンタリー映画「METROMUCHO」(ナレーション:BIKKE)と「BEATBOX IN THE WORLD」配信開始。
10月株式会社エル・エー設立。代表取締役就任。
17年からは新宿・歌舞伎町にあるCafé＆Bar「3rd ROOM」の経営も行っている。

## 主な監督作品

### 映画
- 筋肉インフルエンザ　MUSCUL INFLUENZA
- ムカデロデオ　MUKADE RODEO
- NIPPLES
- コスプレの人 COSTUME PLAYERS
- やまないカーテンコール　A LOT OF CURTAINCALL
- i & i after Bob Marley 21,000 miles
- パンポン PANG-PONG
- コバトン KOBATON
- ねこばん３Ｄ NECO-BAN
- 犬のおまわりさん　てのひらワンコ３D
- METROMUCHO
- BEATBOX IN THE WORLD

### ミュージック・ビデオ
- MAD3 "Rock'n'Roll Kingdom"
- 行方知レズ　"パラダイスの夕暮れ"
- 行方知レズ "1 2 3 4"
- HIYORI "ゆっくりと"
- The Minnesota Voodoo men "Too Much Texas Driver"
- The Minnesota Voodoo men "Spit Fire/That Fellow"
- NEATBEATS "SPACE SHIP"
- NEATBEATS "HALF PINT BLUES"

## 主なプロデュース作品
- ほんとうにあった映った!監視カメラ (2012年 - 2017年　全17作)
- 境界カメラ (ニコニコチャンネル、2017年11月22日 - 毎週金曜生配信中)
- オガッタ!? (仙台放送、2017年10月13日 - )
- 君は放課後、宙を飛ぶ（ひかりTV、dTV、2018年8月5日 -  全12話）
- HP Inc.(企業向け動画・広告)
- 仙台市青葉区 かのおが便利軒 (仙台放送、2018年9月16日 - )
- blue rondo (2022年12月9日MOOSIC LABで上映)
- 老ナルキソス (2023年５月20日 - 新宿K'sシネマ他全国順次ロードショー)
- ABYSS (2023年9月15日 - 渋谷シネクイント他全国順次ロードショー）

## その他参加作品
・れいわ一揆（アソシエイトプロデューサー ／ 映画・2021年3月6日公開 - 現在DVD・各メディアにて配信中）
・クオリア（アソシエイトプロデューサー ／ 映画・2023年11月18日- 新宿K'sシネマ他順次ロードショー）
・リリカルスクールの未知との遭遇（ラインプロデューサー ／ 映画・2016年5月28日公開 - 現在DVD発売中 ）